# Syzygium zeylanicum
Syzygium zeylanicum là một loài thực vật có hoa trong Họ Đào kim nương. Loài này được (L.) DC. miêu tả khoa học đầu tiên năm 1828.

## Hình ảnh

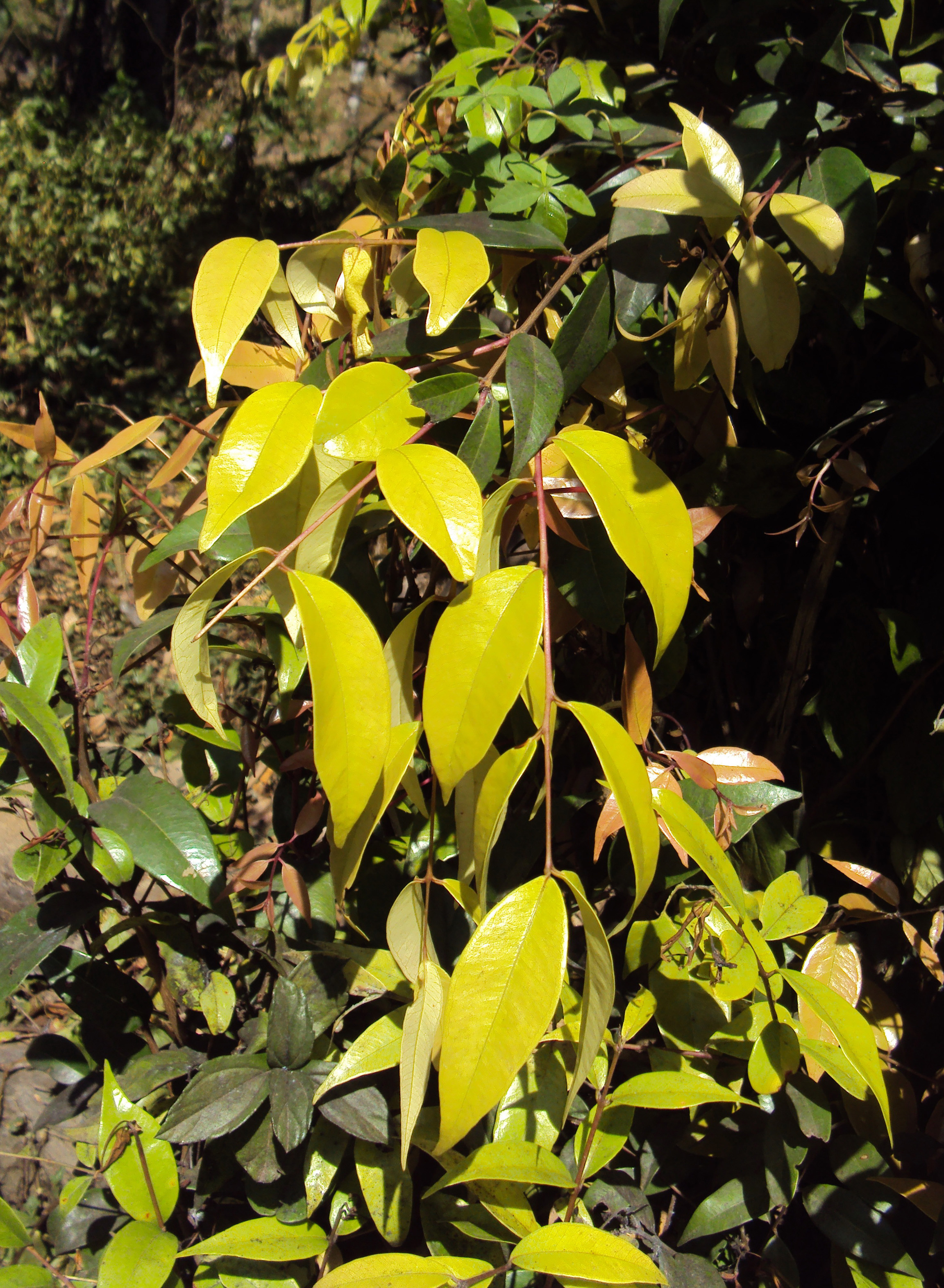
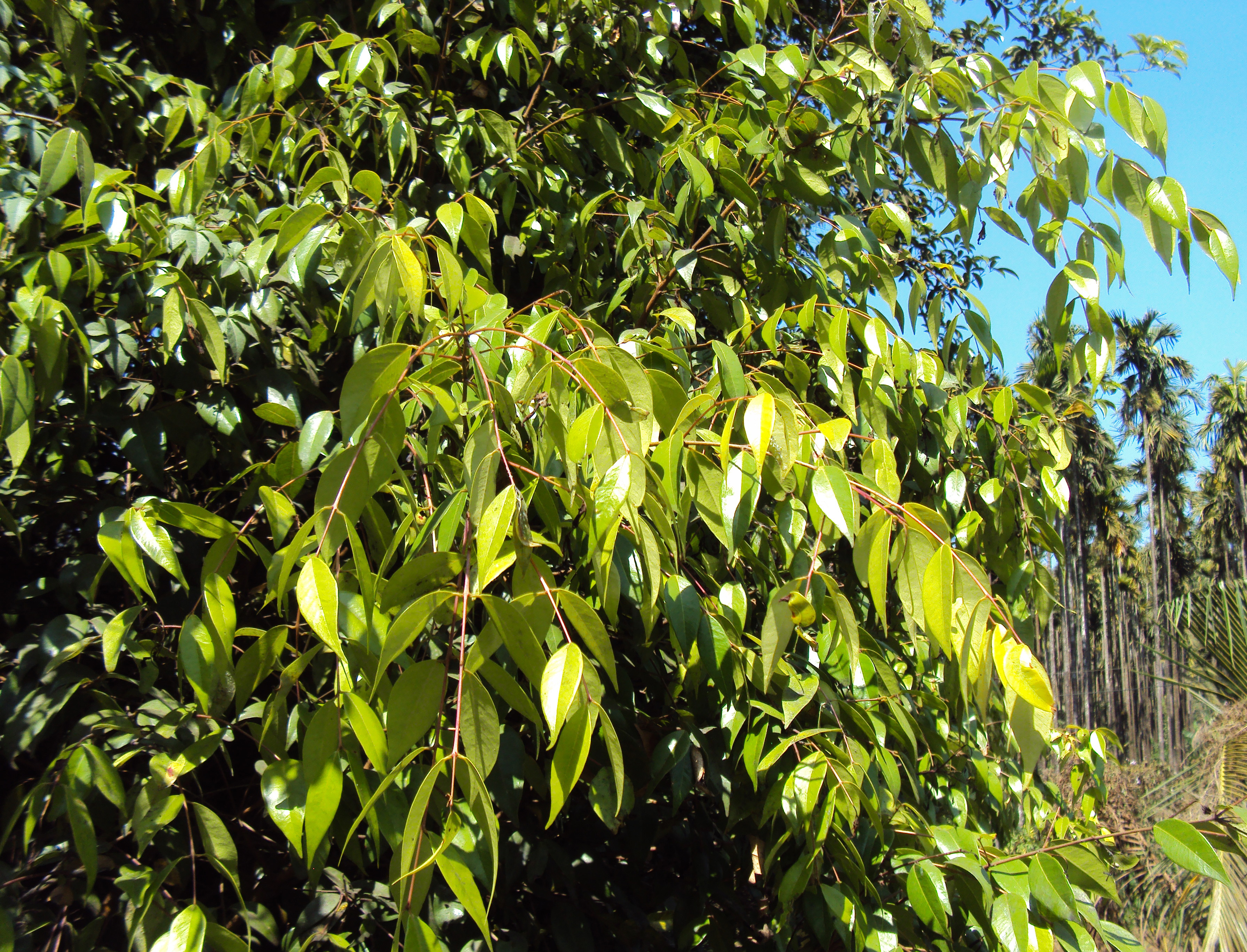
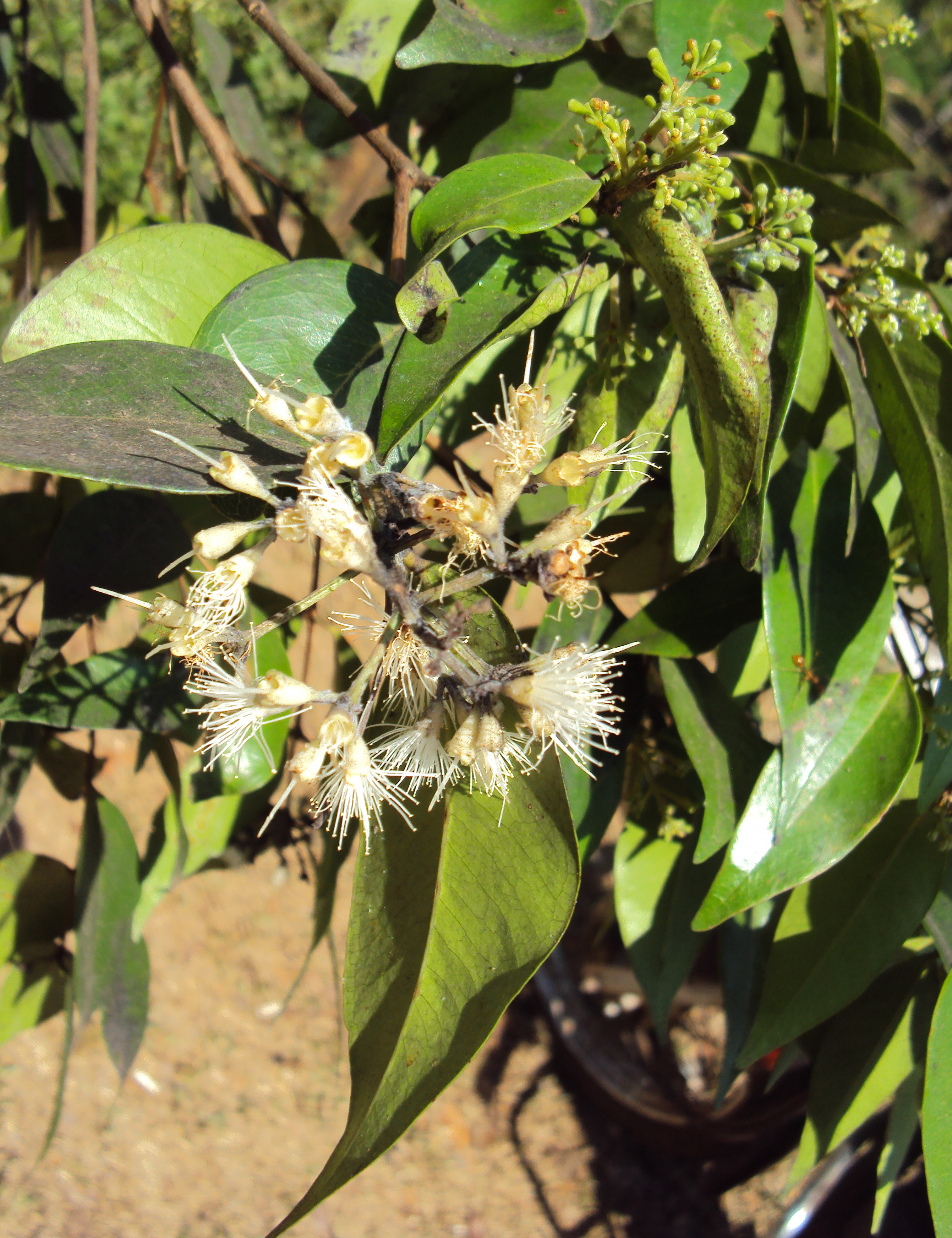
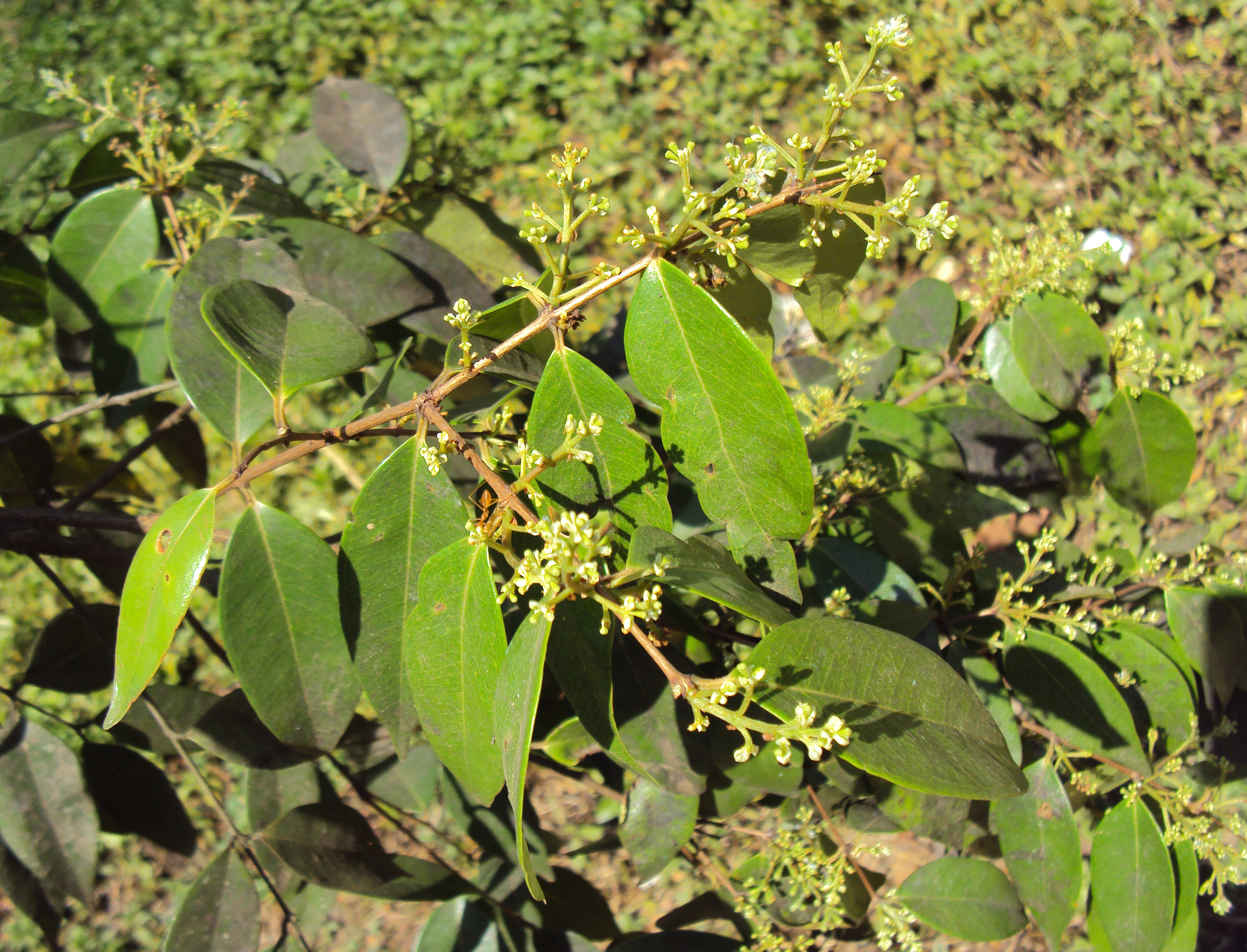